# برفابرفت

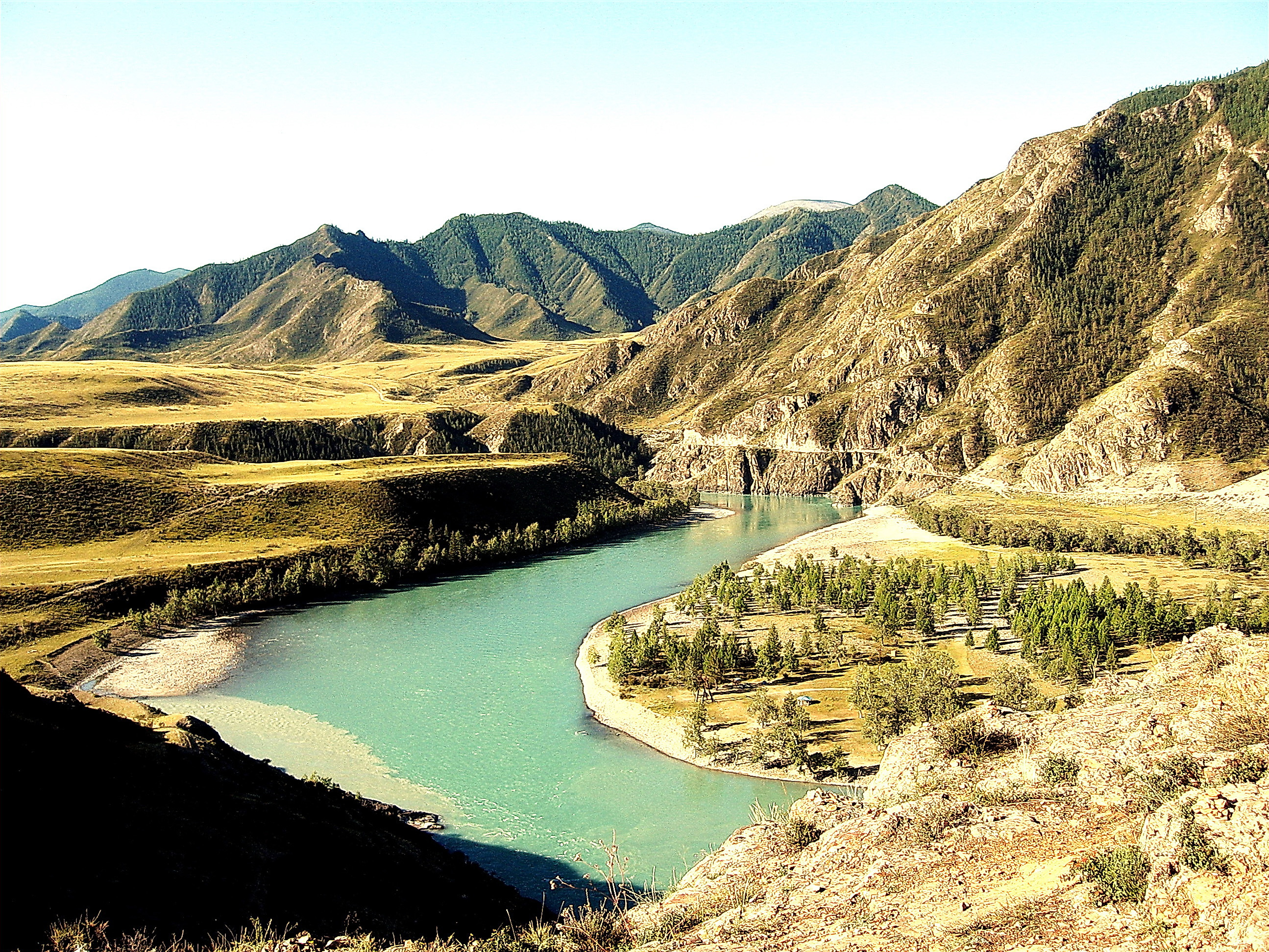
پادگانه‌های برفابرفتی رود کاتون درجمهوری آلتای، روسیه

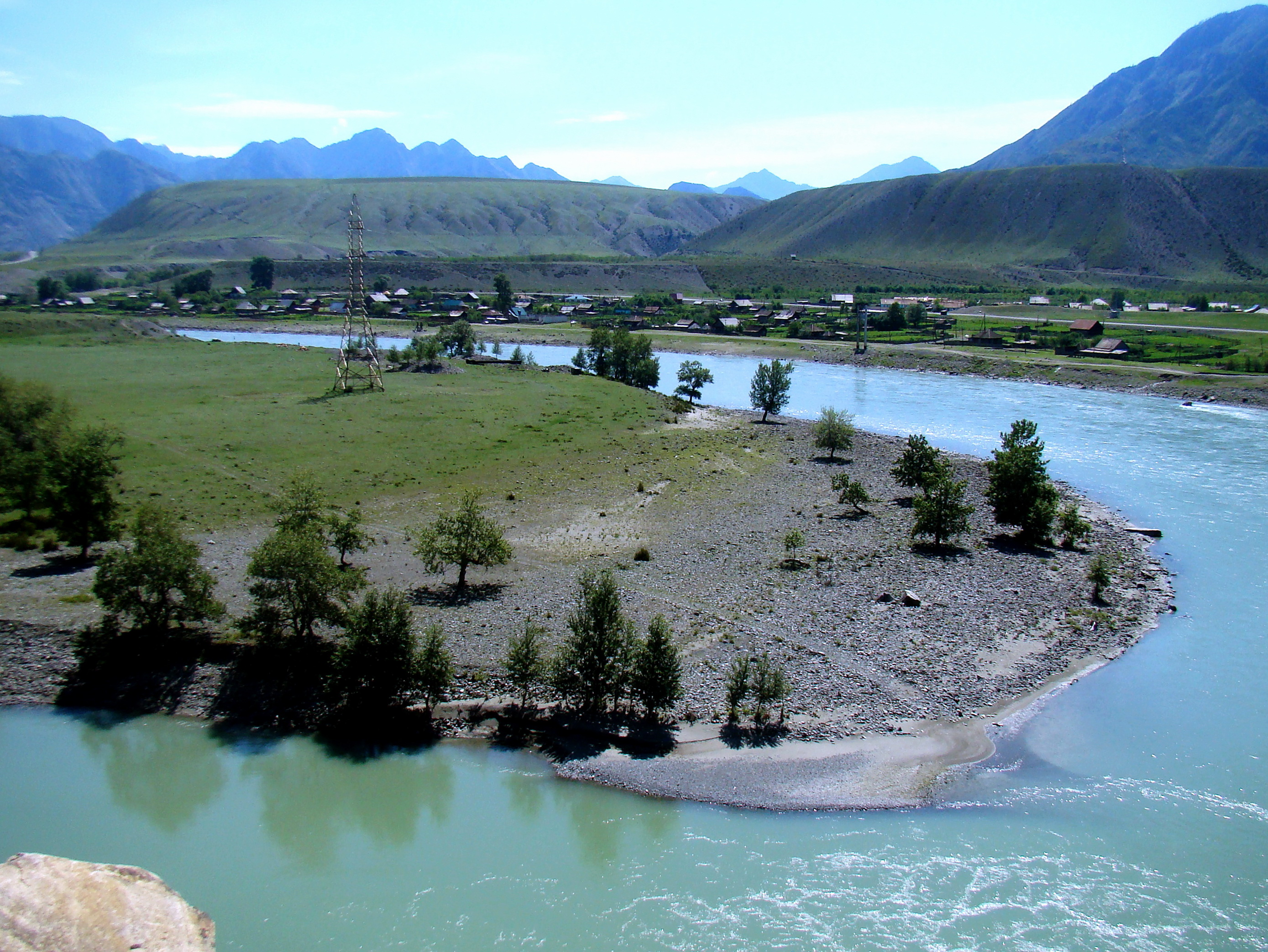
پادگانه‌های برفابرفتی در رشته‌کوه آلتای مرکزی، رود کاتون، روستای کوچک یالومان، ژوئیه ۲۰۱۱

برفابرُفت، برف‌آبرُفت یا سیل‌رُفت در زمین‌شناسی، به رسوبی ناهمگن که بر اثر شست‌وشوی مواد خردشده با سیلاب در پای کوه‌ها انباشته می‌شود می‌گویند.
برفابرُفت از واژه Diluvium گرفته‌شده که یک اصطلاح باستانی است که در طول دهه ۱۸۰۰ میلادی برای رسوبات سطحی گسترده‌ای به کار می‌رفت که تشکیل آن‌ها با عملکرد تاریخی رودخانه‌ها و دریاها قابل توضیح نبود. در ابتدا ادعا می‌شد که برفابرفت در اثر سیل‌های فوق‌العاده بزرگ و با گستره وسیع (به‌ویژه مانند طوفان نوح) رسوب کرده است.
در سال‌های ۱۸۲۲ و ۱۸۲۳، ویلیام باکلند و جی. ای منتل اصطلاح diluvium را در مطالعات خود دربارهٔ زمین‌شناسی و دیرینه‌شناسی شهرستان ساسکس به‌کار بردند. ویلیام باکلند رسوبات سطحی پوشاننده سنگ بستر منطقه را به دسته diluvium (برفابرفت) و alluvium (آبرفت) تقسیم کرد. وی برفابرفت را به عنوان رسوبات، از جمله یخ‌نهشت‌هایی تعریف کرد که توسط فرایندهای زمین‌شناسی که دیگر قابل مشاهده نبودند. باکلند طوفان نوح را یکی از این فرایندهای زمین‌شناسی می‌دانست که دیگر وجود ندارد. اصطلاح برفابرفت در نهایت در اروپا به‌طور گسترده مورد استفاده قرار گرفت و حتی تا قرن بیستم و مدت‌ها پس از اینکه توضیح سیل نوح کاملاً رها شد نیز برای نهشته‌های یخچالی نیز به کار می‌رفت. ویلیام باکلند همچنین آبرفت را بدین صورت تعریف کرد: رسوبات سطحی که توسط فرایندهای فعال و قابل مشاهده در حال حاضر ایجاد شده است، مانند آنهایی که با نهرهای موجود و محیط‌های ساحلی مرتبط هستند.
در اواخر قرن بیستم، الکسی رودوی، زمین‌شناس روسی پیشنهاد کرد که اصطلاح «برفابرفت» تنها برای تشخیص رسوبات ناشی از طغیان‌های فاجعه‌بار دریاچه‌های غول‌پیکر یخچالی دوره پلیستوسن مانند سیل آلتای در رشته‌کوه آلتای بازتعریف شود. بزرگ‌ترین این دریاچه‌ها، چویا و کورای، دارای صدها کیلومتر مکعب حجم آب بودند و دبی آن‌ها در اوج سرعت جریان هیدروگراف از حداکثر نرخ سیل معروف دوره پلیستوسن دریاچه میسولا در آمریکای شمالی بیشتر بود.